# ジョセフ・アスプディン

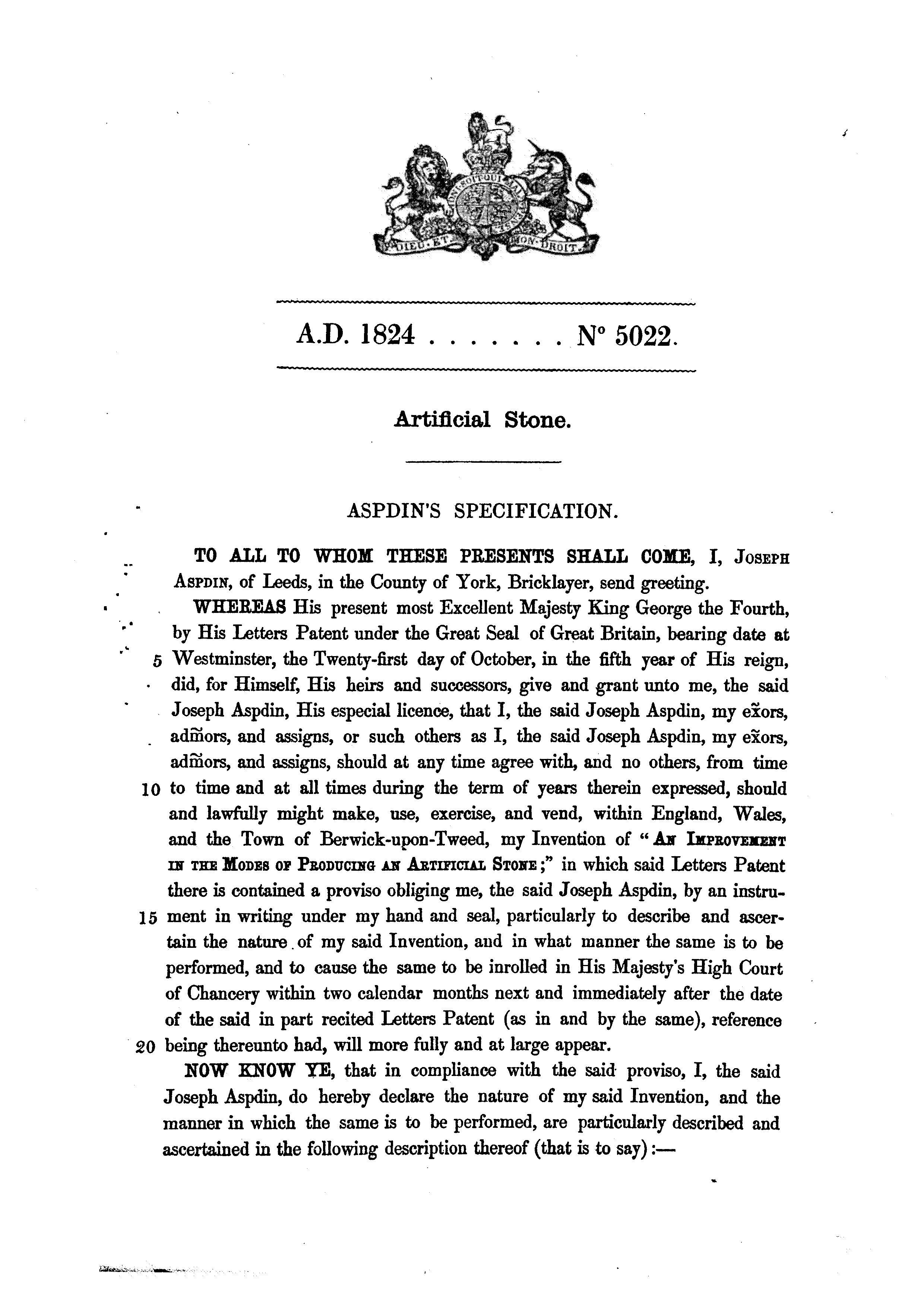
特許番号 BP 5022, ジョセフ・アスプディン, 1824年10月21日, ページ 1/2

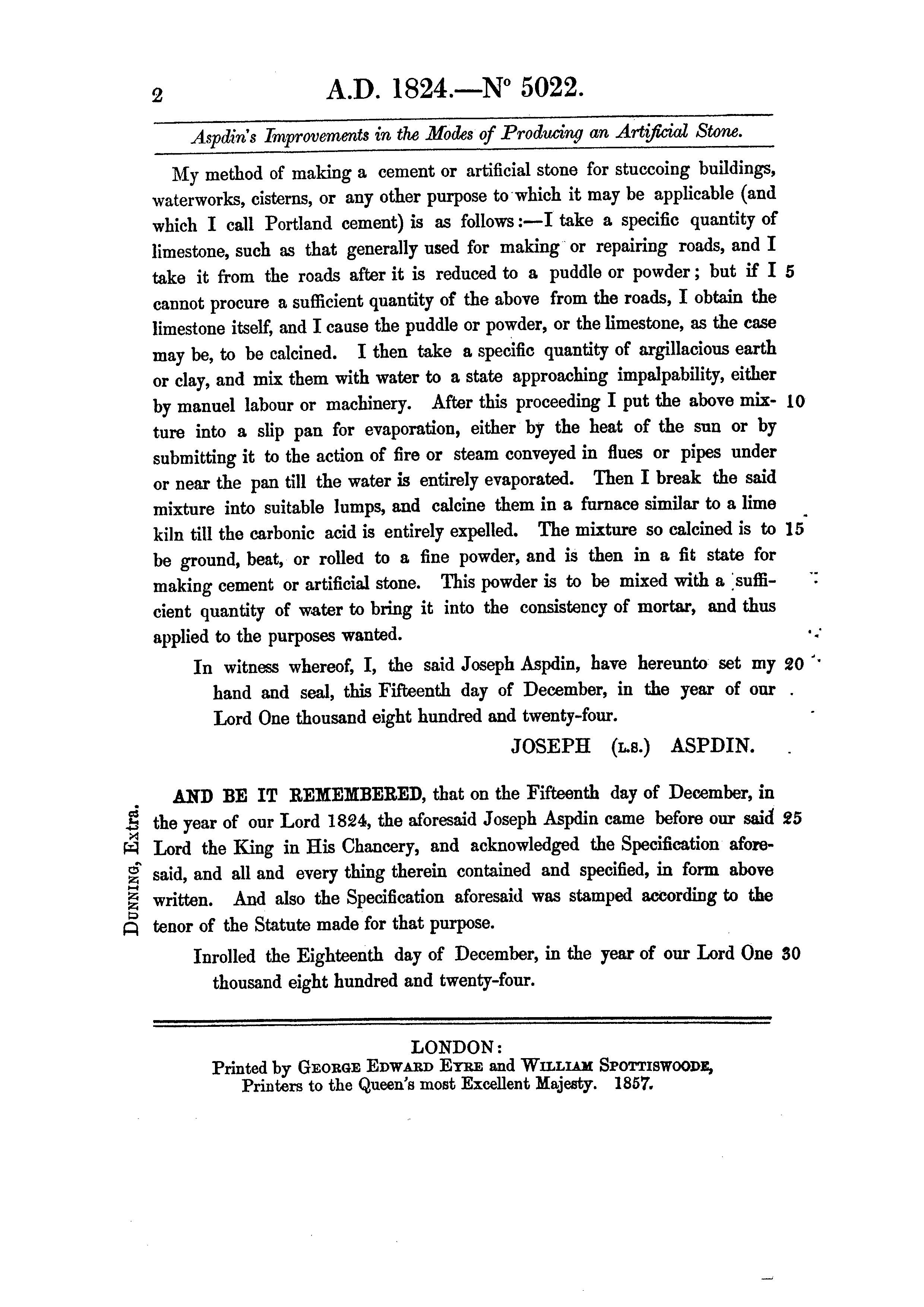
同 ページ 2/2

ジョセフ・アスプディン（Joseph Aspdin、1778年12月? - 1855年3月20日）1824年10月21日にポルトランドセメントの特許を取得したセメント製造業者。

## 生涯
英国のリーズ Hunslet に住む れんが職人の6人の子の長男として生まれた。1788年, クリスマスに洗礼を受ける。父の属する組合に入り、1811年5月21日に Leeds Parish Church にてメアリ・フォザビーと結婚。
1817年、独立。 数年間セメント製造法を研究し、1824年10月21日に 英国特許 BP 5022 An Improvement in the Mode of Producing an Artificial Stone（人工石製造法の改良）を取得している。この中で初めて「ポルトランドセメント」という用語を使った。これは、イングランドにあるポートランド島で産出するポートランド石と呼ばれる石灰岩に似ていることから名付けられた。
1825年、ウィリアム・ビバリーとウェイクフィールドでセメント工場を創業。ビバリーはリーズに残ったが、アスプディンは家族と共にウェイクフィールドに引っ越した。1825年、石灰精製法の特許を取得。工場は鉄道の建設予定地となって土地を買い上げられ、1838年に廃止となったため、近くに第2の工場を建設して装置類はそちらに移した。
長男ジェームズはリーズで会計士として働き、弟ウィリアムが工場の運営を行っていた。しかし1841年、ジョセフはジェームズと手を組み、ウィリアムを追い出して、ウィリアムの債務に会社は無関係との通達を掲げた。このころ、ウィリアムがポルトランドセメントの改良を行っていたと考えられる。1844年、ジョセフは引退し、会社はジェームズが引き継いだ。ジェームズは1848年に3番目の工場を建設し、1900年まで稼動していた。
1855年3月20日にウェイクフィールドの自宅で死去。

## 特許の影響

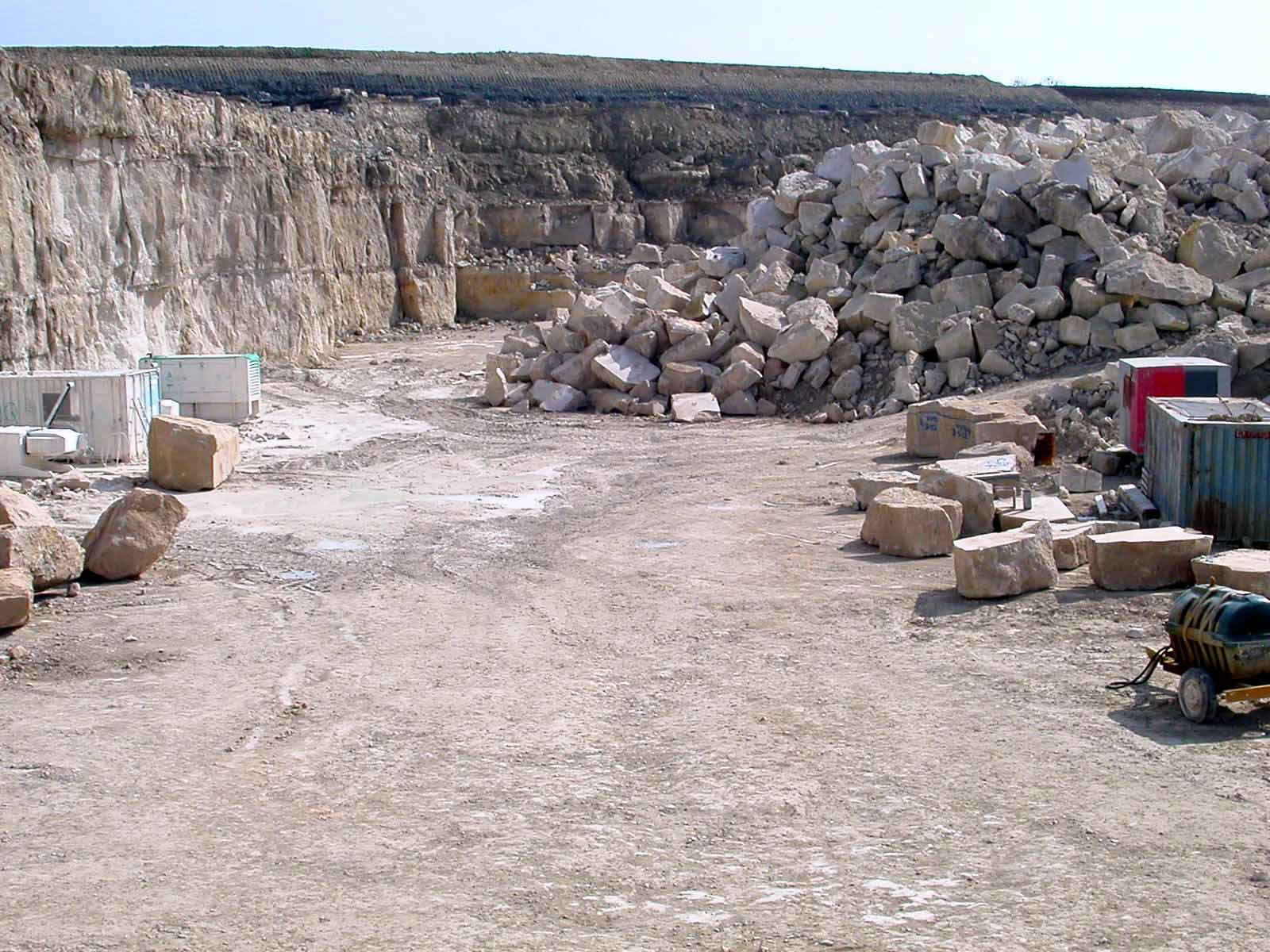
ポートランド島のポートランド石採石場

硬化した後がポートランド石に似ていることから、ポルトランドセメントと名付けた。ポートランド石は当時イギリスでは、最高の建築用石材とされていた。特許が示している製品は、今日ポルトランドセメントと呼ばれているものとは異なり、素早く固まるが強度は低い。当時は漆喰の代わりや型で形成する建材として重宝された。低温（1250℃以下）で発火する性質があり、エーライトを含んでいない。
この製品は「人工セメント」に分類され、ジェームズ・パーカーのローマンセメントに対抗すべく開発された。アスプディンに先駆けて James Frost が似たようなセメントを開発している。石灰岩を焼き、それを砕いて粘土と混ぜ、再度焼くことで完成する。硬い石灰岩をそのまま粉砕することは当時の技術では難しかったため、焼いてから砕くのが一般的だった。
使った石灰岩はその地方で産出する石炭紀後期のもので、道路の舗装に用いられていた。彼の特許では原料採取方法として「道路上のゴミ」を集めるとしていた（後の石灰精製法も同じ）。道路から石灰岩を集められない場合のみ石灰岩の塊を使うとしていた。実際、近所の道路で数ブロックに渡って舗装を掘り起こしたとして2回起訴されたことがある。当時、まだ鉄道が発達していなかったため、石灰岩の確保は頭の痛い問題だった。この問題は後に息子ウィリアムとの衝突の原因の1つにもなっている。ウィリアムが行った改良は、石灰岩をより多く使い、燃料も多く使って温度を高くし、それまで捨てていたクリンカーを粉砕するというものだった。
その後 ウィリアムはケントに移り、柔らかいチョークが入手可能な場所で現代的なポルトランドセメントの製造会社を立ち上げた。